# Шпринцак, Иосиф
Ио́сиф (Йосе́ф) Шпри́нцак (ивр. יוסף שְׁפְּרִינְצַק‎, идиш יוסף שפּרינצאַק‎; 8 декабря 1885, Москва — 28 января 1959, Иерусалим) — сионистский деятель первой половины двадцатого века. Лидер партии «Ха-Поэль ха-Цаир», председатель президиума исполкома Всемирной сионистской организации, генеральный секретарь Гистадрута, первый председатель кнессета (1949—1959).

## Юность и начало политической деятельности
Иосиф Шпринцак родился в 8 декабря 1885 года в Москве в семье фабриканта и еврейского общественного деятеля, активного участника движения «Ховевей Цион» («Любящих Сион») Дова Бера Шпринцака. В 1891 году, когда евреи были депортированы из Москвы, семья Шпринцаков перебралась в Кишинёв, где Шпринцак вместе с Хаимом Гринбергом стал одним из организаторов молодёжного движения «Цеирей Цион» (Молодёжь Сиона, 1903). Затем семья переехала в Варшаву. Дом Шпринцаков был центром собраний сионистов и молодых еврейских литераторов, писавших на иврите.
Вместе с Ицхаком Гринбоймом он стоял у истоков организации «Ха-Тхия» («Возрождение»). В это же время он сотрудничал в варшавском издательстве «АхиАсаф», основанном Ахад-ха-Амом, и публиковался в периодических изданиях на иврите и идише. Был членом Всероссийского центрального комитета организации «Сионисты за Сион», а в 1904 году был избран в региональный секретариат Сионистской федерации в Гродно.
В 1905 году Шпринцак вернулся в Кишинёв, где принял активное участие в развитии движения «Цеирей Цион» («Молодёжь Сиона»). На следующий год он стал делегатом Третьей Всероссийской конференции сионистов в Гельсингфорсе, а в 1908 году принял участие в работе Сионистского конгресса в Гааге.
В 1908 году Шпринцак провёл несколько месяцев в Стамбуле, участвуя в переговорах сионистских представителей с лидерами младотурок, а затем направился в Бейрут, где поступил на медицинский факультет Американского университета. Однако уже через несколько месяцев он бросил учёбу, когда ему было предложено стать секретарём партии «Ха-Поэль ха-Цаир» (ивр. הפועל הצעיר‎, «Молодой рабочий»). В связи с занятием этой должности он в 1910 году перебрался на постоянное жительство в Палестину, где стал лидером партии и возглавил её издательство. В качестве секретаря партии он принял деятельное участие в организации алии йеменских евреев в Эрец-Исраэль, начавшейся ещё до Первой мировой войны.

## Участие в сионистском рабочем движении
В 1913 году Шпринцак стал делегатом Одиннадцатого Сионистского конгресса в Вене, где возглавил делегацию молодых социалистов Палестины, составленную из представителей движений «Ха-Поэль ха-Цаир» и «Цеирей Цион». В годы Первой мировой войны он оставался в Палестине и занимался организацией материальной помощи её еврейской общине. Он представлял ишув и, в частности, еврейских рабочих Палестины, в контактах с турецкими властями Палестины.
После войны Шпринцак восстановил «Ха-Поэль ха-Цаир» и снова стал её руководителем. В 1919 году Шпринцак выступил против объединения своей партии и партии «Поалей Цион». В 1920 году он возглавлял делегацию партии на Пражской конференции, где было принято решение об объединении «Ха-Поэль ха-Цаир» и «Цеирей Цион». В 1921 году, представляя объединённое движение на Двенадцатом Сионистском конгрессе в Карловых Варах, Шпринцак стал первым представителем рабочего движения Эрец-Исраэль в правлении Всемирной сионистской организации. Там он семь лет возглавлял отдел труда, а затем отдел алии.
В 1920-е годы Шпринцак был одним из создателей Гистадрута — объединённых еврейских профсоюзов Палестины. Он был среди инициаторов создания Ваад Леуми, еврейского Национального Совета, что было одним из шагов по демократизации руководства ишува. Он также был членом муниципального совета Тель-Авива и членом Сионистского директората в Иерусалиме (с 1921 по 1927 и с 1929 по 1931 год).
В 1930-е годы Шпринцак, как лидер «Ха-Поэль ха-Цаир» и один из руководителей Гистадрута, сыграл важную роль в объединении рабочих движений, приведшем к созданию партии МАПАЙ, во главе которой стал Давид Бен-Гурион.

## На руководящих постах национального масштаба

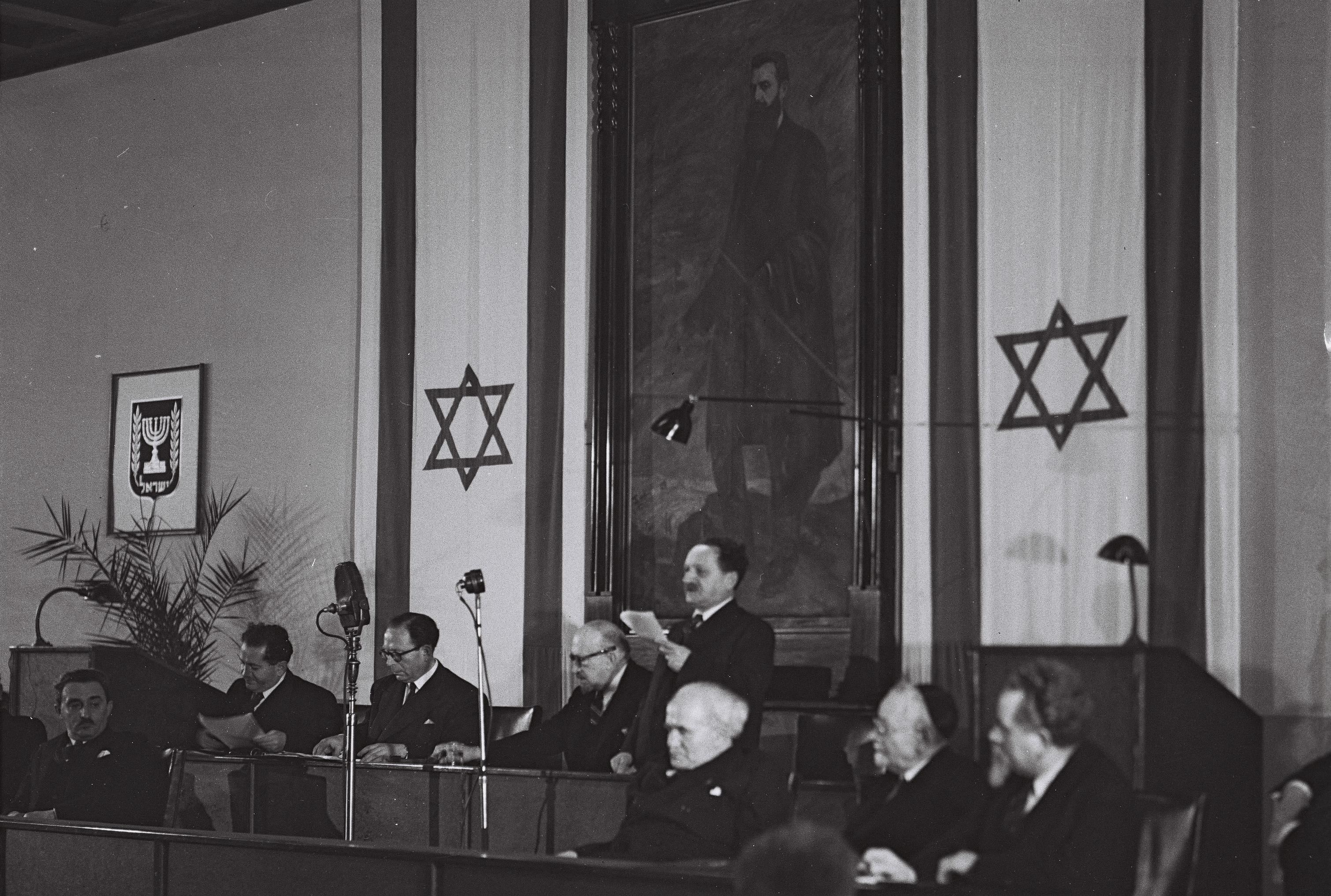
Йосеф Шпринцак открывает первое заседание Учредительного собрания (в будущем Кнессет), 14 февраля 1949 года

В 1942 году Йосеф Шпринцак занял первую из ряда должностей национального масштаба в своей карьере, став председателем президиума Исполнительного комитета Всемирной сионистской организации. Этот пост он занимал бессменно до своей смерти в 1959 году. В 1945 году он возглавил Гистадрут и оставался его генеральным секретарём до 1949 года.
В 1948 году, вскоре после основания Государства Израиль, Шпринцак был избран председателем Временного государственного совета (ивр. מועצת המדינה הזמנית‎, Моэцет ха-Медина ха-зманит). После того, как был избран первый состав кнессета, на его первом заседании Йосеф Шпринцак, представлявший в новом парламенте фракцию МАПАЙ, был единогласно избран его председателем. Он избирался членом кнессета и его председателем также во второй и третий созывы.
В качестве председателя кнессета Шпринцак исполнял обязанности президента Израиля с 12 декабря 1951 года, когда действующий президент Хаим Вейцман не смог продолжать их выполнять по состоянию здоровья. В этом качестве он поставил свою подпись, в частности, под Законом о возвращении, одним из основополагающих законов Израиля как государства евреев. После смерти Вейцмана в ноябре 1952 года Шпринцак был временным президентом страны до 10 декабря, когда в эту должность вступил Ицхак Бен-Цви.
Йосеф Шпринцак умер 28 января 1959 года на 74-м году жизни.

## Стиль и позиции
Электронная еврейская энциклопедия, описывая стиль управления, свойственный Шпринцаку, сообщает о его терпимости к чужому мнению и уважении к оппонентам, неортодоксальном толковании идей социализма, чувстве юмора и спокойном характере, что помогало разрешать конфликты и снискало Шпринцаку доверие разных партий и широких кругов населения.
Историк Нур Масалха цитирует личное мнение Шпринцака, выступавшего против насильственного трансфера арабского населения, как имеющего значение для «морального будущего» Израиля.
При содействии И. Шпринцака, после негласного запрета на периодические издания на идише в стране, в 1949 году была разрешена публикация ежеквартального литературного альманаха «Ди голдэнэ кейт» («Золотая цепь») под редакцией Аврома Суцкевера. Первый номер журнала вышел с предисловием Шпринцака.

## Книги

### На иврите
- «Письменно и устно» (ивр. בכתב ובעל-פה‎, Би-хтав у-ве-ал-пе), сборник статей и речей, 1952
- «Письма Йосефа Шпринцака», 1965—1969

### На идише
- רעװיזיִאָניסטן, לינקע פועלי-ציון, מזרחי: װאָס װילן זײ (ревизионистн, линке пойлэ-циен, мизрехи: вос вилн зэй? — ревизионисты, левые поалей-сионисты, мизрахисты: чего они хотят?, совместно с Хаимом Гринбергом и Аншл Райсом). Нью-Йорк: Пойлэ-Циен—Цеирей Циен фун Америке ун Канадэ, 1934.
- אונדזער זאָרג פֿאַרן גלות, אונדזער פֿליכט פֿאַר דער ציוניסטישער אָרגאַניזאַציִע (ундзер зорг фарн голес, ундзер флихт фар дэр циенистишер организацие — наша обеспокоенность диаспорой, наш долг перед сионистской организацией). Тель-Авив: Вэлт-фарэйникунг «Пойлэ-Цийен», 1938.
- אין װאָרט און אין שריפֿט (ин ворт ун ин шрифт — в слове и в тексте). Буэнос-Айрес: קיום—Кием, 1955.

## Увековечение памяти
В честь Йосефа Шпринцака названы улицы в городах Израиля и район в Хайфе. К столетию со дня рождения Шпринцака в Израиле была выпущена почтовая марка с его портретом.

## Семья
- Жена Ханна Шпринцак
  - Сын Яир Шпринцак[ивр.] (1911—1999) — профессор, был депутатом кнессета 12-го созыва от националистической партии «Моледет». В 1988 году ему было 78 лет[17], и в качестве старейшего члена кнессета он был его временным председателем. Представители левых партий демонстративно покинули зал заседаний кнессета, первую сессию которого открывал Яир Шпринцак[18].
  - Сын Аарон-Давид Шпринцак (1924—1948) — пилот ВВС Израиля, погиб при выполнении боевого задания[19].